# Tri-State
Tri-State – debiutancki album brytyjskiej grupy trance'owej Above & Beyond, wydany 6 marca 2006 roku. Autorzy, tworząc album, współpracowali z Zoë Johnston, Richardem Bedfordem oraz Andym Moorem. Pierwszy singel z albumu "Air for Life" został wydany 18 lipca 2005 roku.

## Lista utworów
1. Tri-State – 4:09
2. Stealing Time – 7:11
3. World on Fire – 4:44
4. Air for Life (z Andym Moorem, feat. Carrie Skipper) – 7:27
5. Can't Sleep (feat. Ashley Tomberlin) – 7:23
6. Hope – 4:28
7. Liquid Love – 6:42
8. In the Past – 2:28
9. Alone Tonight – 6:23
10. Good for Me (feat. Zoë Johnston) – 5:42
11. For All I Care – 5:50
12. Indonesia – 5:01
13. Home (feat. Lune) – 7:12